# Довер (Массачусетс)
Довер (англ. Dover) — місто (англ. town) в США, в окрузі Норфолк штату Массачусетс. Населення — 5923 особи (2020).

## Демографія
Згідно з переписом 2010 року, у місті мешкало 5589 осіб у 1869 домогосподарствах у складі 1585 родин. Було 1969 помешкань
Расовий склад населення:
| - 92,3 % — білих - 5,2 % — азіатів - 0,7 % — чорних або афроамериканців - 0,1 % — вихідців з тихоокеанських островів - 0,1 % — корінних американців |

До двох чи більше рас належало 1,4 %. Частка іспаномовних становила 1,5 % від усіх жителів.
За віковим діапазоном населення розподілялося таким чином: 31,3 % — особи молодші 18 років, 55,1 % — особи у віці 18—64 років, 13,6 % — особи у віці 65 років та старші. Медіана віку мешканця становила 44,5 року. На 100 осіб жіночої статі у місті припадало 99,0 чоловіків;  на 100 жінок у віці від 18 років та старших — 93,5 чоловіків також старших 18 років.
Середній дохід на одне домашнє господарство  становив 310 570 доларів США (медіана — 204 018), а середній дохід на одну сім'ю — 332 139 доларів (медіана — 209 242). Медіана доходів становила 171 875 доларів для чоловіків та 84 432 долари для жінок. За межею бідності перебувало 0,8 % осіб, у тому числі 0,0 % дітей у віці до 18 років та 0,0 % осіб у віці 65 років та старших.
Цивільне працевлаштоване населення становило 2788 осіб. Основні галузі зайнятості: освіта, охорона здоров'я та соціальна допомога — 26,4 %, науковці, спеціалісти, менеджери — 24,4 %, фінанси, страхування та нерухомість — 16,5 %.